# Station Skrzynki
Station Skrzynki is een spoorwegstation in de Poolse plaats Skrzynki.